# Snylterstatsteorien
KAK udviklede sig i slutningen af 1960'erne i en stadig mere selvstændig retning, og partiet formand og grundlægger Gotfred Appel udarbejdede den såkaldte snylterstatsteori, der hævder at arbejderklassen i Vesteuropa og USA er i en dobbeltsituation: den udnyttes i produktionen og skaber merværdi, men bestikkes samtidig, da dens levestandard og dermed dens økonomiske og kulturelle behov samt faglige krav bygger på flere årtiers deltagelse i den imperialistiske verdens kolonialistiske og neokolonialistiske rovdrift. Bestikkelsesfaktoren er den dominerende af disse to, og dette var ifølge Appel årsagen til at revisionismen hindrede den revolutionære bevægelse i Vesteuropa. Først når den tredje verden havde befriet sig fra imperialismen og dermed fjernet grundlaget for de rige landes superprofit, ville der være grobund for revolution i Vesteuropa. Teorien minder stærkt om teorien om falsk bevidsthed.
KAK brød i 1969 med Kinas Kommunistiske Parti (KKP), da kineserne efter 68-oprøret mente at der var "en gigantisk revolutionær massebevægelse i Vesteuropa". Det senere M-KA fik ikke kontakt med KKP. KAK og KKP var grundlæggende uenige om mange ting, dog håbede en af KAKs ledende grundlæggere, Gotfred Appel, at Kina ikke ville begå de samme fejl i opbygningen af socialisme som Sovjetunionen havde begået. KAK så det som den vigtigste praksis at støtte den 3. verdens befrielsesbevægelser, hvorimod KKP anså den vestlige verdens arbejderklasses kamp som det vigtigste.
Snylterstatsteorien var også det ideologiske grundlag for Blekingegadebanden, som blandt andet udsprang af KAK.